# Liparochrus ingens
Liparochrus ingens là một loài bọ cánh cứng trong họ Hybosoridae. Loài này được Felsch miêu tả khoa học năm 1909.